# Beatrice Mortimer
Beatrice Mortimer (* zwischen 1315 und 1321; † 1383) war eine englische Adlige.
Beatrice Mortimer entstammte der anglonormannischen Familie Mortimer. Sie war eine jüngere Tochter von Roger Mortimer of Wigmore und von dessen Frau Joan de Geneville. Ihr Vater rebellierte ab 1321 gegen König Eduard II., musste sich aber im Januar 1322 ergeben. Der König ließ die Familie Mortimer verhaften, doch weil Beatrice vermutlich noch ein Kleinkind war, entging sie, im Gegensatz zu ihren meisten älteren Geschwistern, einer Inhaftierung.
Ihr Vater konnte Ende 1326 doch noch den König stürzen und wurde für den minderjährigen neuen König Eduard III. der eigentliche Regent Englands. Am 29. Mai 1328 wurden Beatrice und ihre Schwester Agnes in einer Doppelhochzeit in Hereford verheiratet. Möglicherweise wurde die Hochzeit verwechselt, denn im Sommer 1329 fand in Hereford eine weitere Doppelhochzeit ihrer Schwestern Joan und Katherine statt. Da Beatrice Edward, den Sohn und Erben des Earl of Norfolk heiratete, könnte ihre Hochzeit nicht 1328, sondern erst 1329 stattgefunden haben, nachdem ihr Vater zum Earl of March erhoben worden war.
Edward of Brotherton, der Mann von Beatrice, starb bereits 1337, die Ehe war kinderlos geblieben. Daraufhin heiratete Beatrice Thomas Brewose, 1. Baron Brewose. Mit ihm hatte sie mehrere Kinder, darunter:
- Beatrice de Braose ⚭ William de Say, 2. Baron Say
- Sir John de Brewose (um 1339–1366/67) ⚭ Elizabeth Montagu
- Sir Thomas de Brewose (um 1352–1395)